# トム・チルトン
トーマス・ジェームズ・チルトン、トム・チルトン（Thomas James Chilton, Tom Chilton, 1985年3月15日 - ）は、イギリスのレーシングドライバー。弟のマックス・チルトンもレーシングドライバーとして知られている。
キャリアのほとんどをツーリングカーレースに費やしてきた。かつてはボクソールとホンダで英国ツーリングカー選手権に参戦し、以降はセバスチャン・ローブ・レーシングで世界ツーリングカー選手権に参戦。

## 人物
2002年からイギリスツーリングカー選手権（BTCC）にインディペンデントチームとしてオペル・アストラで参戦を開始し、2003年からはシビックタイプRを運転し、翌年には初優勝を含め2勝を上げ、シリーズ9位を獲得した。2005年もシビックで4勝し、シリーズ5位となった。2010年にはフォード・フォーカスでインディペンデント部門のタイトルを獲得し、翌年に世界ツーリングカー選手権に参戦するために、一旦BTCCへの参戦を中止した。
世界ツーリングカー選手権では、初年度に苦戦を強いられるも、参戦2年目を迎えた2013年はシボレー・クルーズで2回優勝をし、シリーズ5位を獲得した。2017年にはシトロエンに移籍してシリーズ3位を獲得し、インディペンデント部門のタイトルを獲得した。また、この年からBTCCの参戦も再開し、2018年にはシリーズ3位を獲得した。

## キャリア
ライゲート生まれ。父親であるGrahame Chiltonは保険会社Benfield Group を2008年までAon plcが7億3,800万ポンドで買収するまで共同所有していたビジネスマンで買収後、Aonの副会長になり、出資のため約7,700万ポンドを集めた。トムはライゲイトセントメアリーズスクールおよびシップレイクカレッジで教育を受けた。幼い頃から熱心なレーサーでもあった彼は、1999年と2000年にBRSCC Tカーチャンピオンシップに出場し、2001年にBRSCCサルーンカー冬季チャンピオンシップを獲得。

### 英国ツーリングカー選手権

#### バーウェル・モータースポーツ（2002）
BTCCに注目した彼は2002年に元スーパーバイクレーサーであるアーロン・スライトのチームメイトとして、バーウェルモータースポーツのヴォクソール・アストラクーペを運転した。非常に早いことを証明し、経験不足に反してシーズンを総合15位、インディペンデンツカップ5位で終えた。

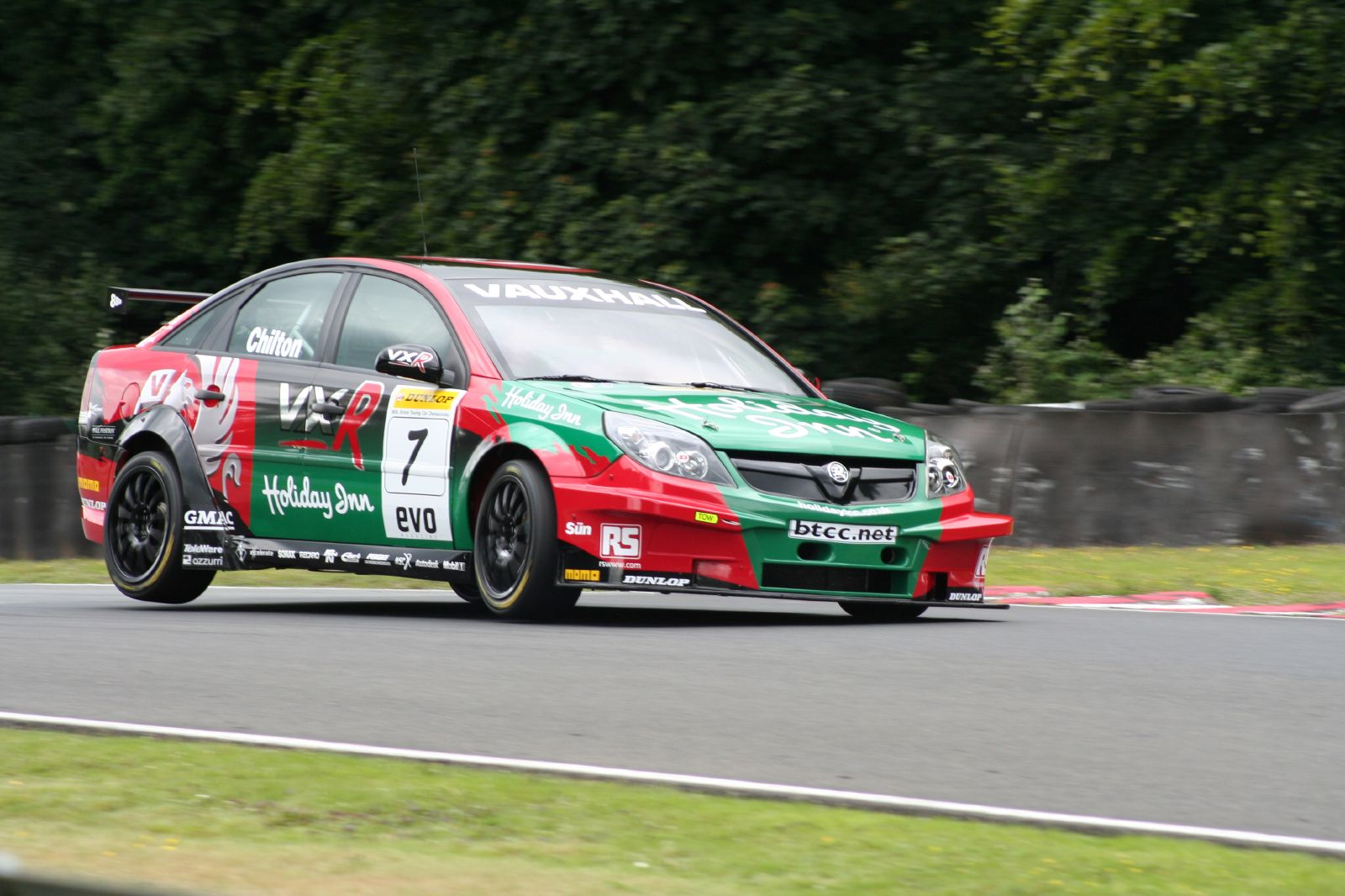
2007 BTCCシーズン中にオールトンパークでVXレーシングに運転するチルトン。

#### アリーナモータースポーツ（2003–2005）
2003年マット・ニールとアラン・モリソンとともにアリーナ・モータースポーツが運営するホンダ・シビック・タイプRで、総合で9位で終えた。ホンダが2004年にメーカーのサポートを撤回したため、アリーナはチルトンのための1台の車のみを走らせるだけの予算しかなかった。しかしクルマは参戦準備されていたため、彼はシーズン9レースのシルバーストンで初勝利を手に入れ、BTCCレースで最年少の優勝者になる。その後ドニントンでの第29レースでも再び優勝した。
2005年シーズンの計画ではMG Roverが支援する新しいプログラムでDTMを中心としていたが、これは英国のブランドの消滅とともに失敗。彼とアリーナは2シーズン目のカウンシルでBTCCに再び参加し、ALMSおよびLMS耐久シリーズで、ツーリングカーとZytekのレースを組み合わせ、結果としてALMSとLMSの両方のレースで優勝。2005年の英国ツーリングカー選手権では30レース中24レースしか出走できなかったにもかかわらず、彼は5位にランクした。チルトンのZytekへの関与は継続したが、資金と可用性が条件となった。2007年9月にはトムと弟のマックスはシルバーストーン1000キロに参戦。

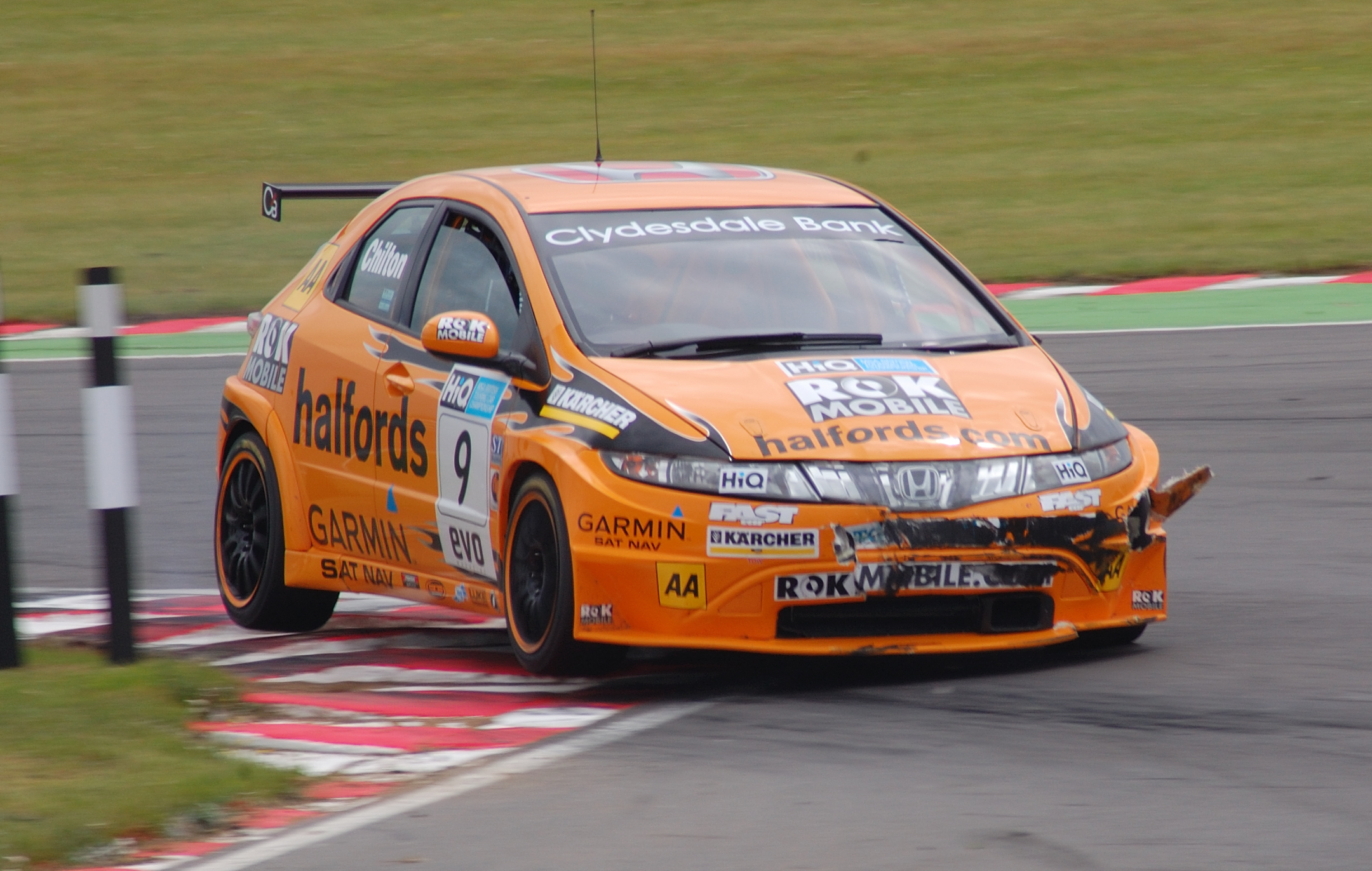
2008年にスネッタートンでシケインを駆るチルトン

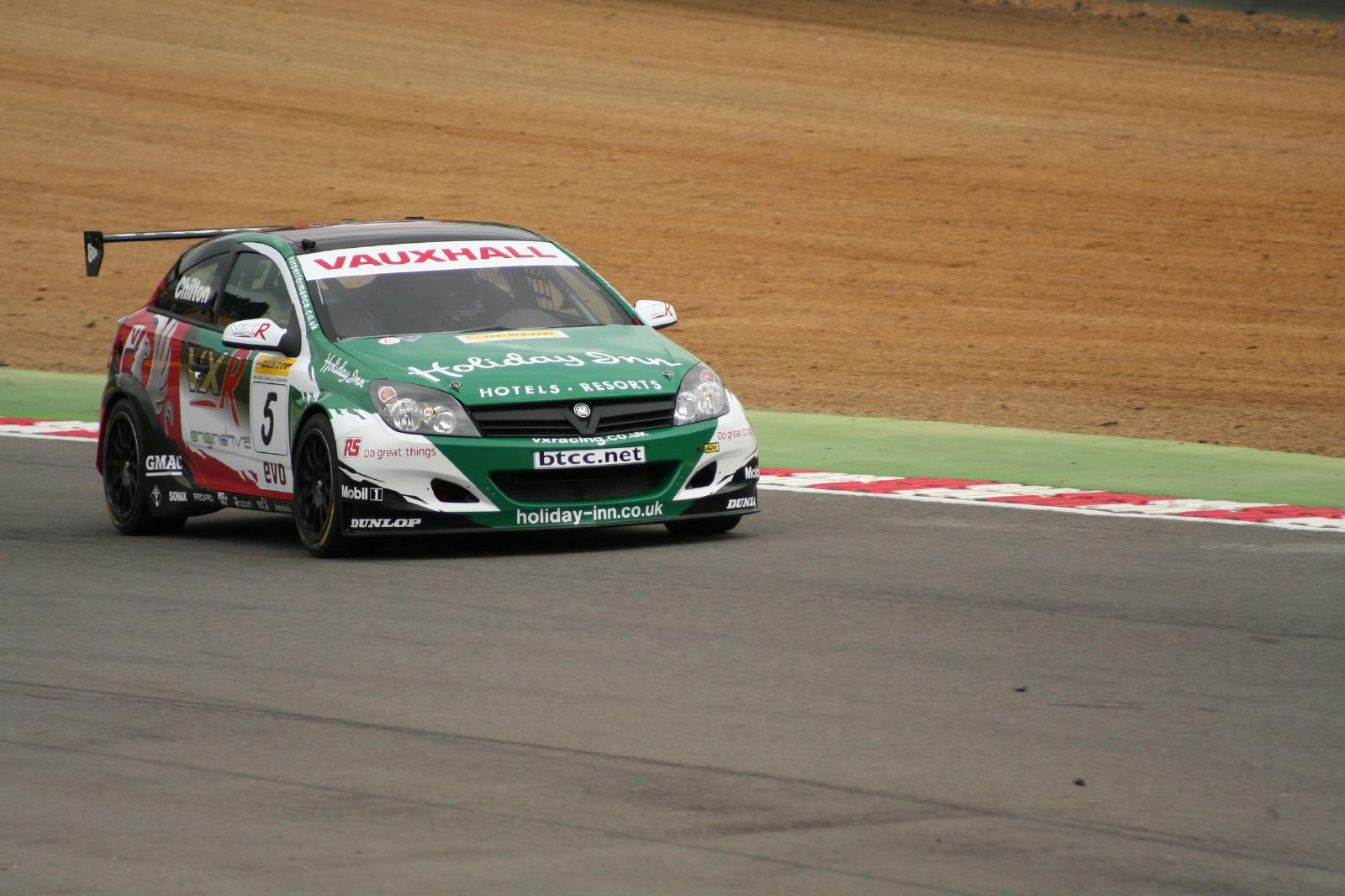
2006 BTCCシーズンにブランドハッチでVXレーシングに運転するチルトン。

2006年にVX Racingの第5位の車ヴォクソール Astra Sport Hatchをドライブするためサインしたがヴォクソールにとってがっかりするシーズンで、チルトンはレースに勝ったことがなく、総合7位に落ちる。2007年はチルトンとファブリツィオ・ジョバナルディがいたが、チームはジョバナルディの車作りが中心でチルトンは総合9位に終わった。このためチルトンは、2008年にVXレーシングにとどまりたくないと判断した。

#### チームハルフォーズ（2008）
2008年のBTCCシーズンにチーム・ダイナミクスはパートナーのゴードン・シェデンが去り、VXレーシングのマット・ニールに取って代わる。選手権の最終ラウンドでチルトンは ブランズハッチでの最初のレースに圧倒的な強さで勝利を収め、2005年のシーズン 25ラウンド以来となる勝利となった。これにより、彼は選手権で10位となる。
チームアオン（2009–2011）
2009年、チルトンはアリーナモータースポーツに戻り、チーム・エーオンバナーの下でBTCCのフォードフォーカスSTを運転したが、1年の大半を車の開発に費やし、シーズン13位でドライバーの順位を終えた。
彼は2010年までチームに残る。LPGを搭載した車は競争力があり、最初の5ポールのうち4ポールを獲得したが運が悪かったためかチームメートのトム・オンスロー・コールが最初はチルトンよりも良い結果を得ていた。スネッタートンでの第2レースでは、どちらも表彰台に上っていた 。シルバーストーンではチームが支配的であり、チルトンはチームメイトのトム・オンスロー・コールより先に走れて両方のレグで勝利を収めることができた。Onslow-Coleもドライバーズ総合の順位で先行していたが、スティーブンケイン2ポイント差でインディペンデントズトロフィーを獲得した。
2011年にチームは NGTCターボエンジンを搭載したSuper 2000規制に対応した、新しい第3世代フォードフォーカスをベースにした新しい車を開発。開発中のため最初は結果は悪かったが、ノックヒルでポールポジションを獲得し、レース1に勝利。彼はまたシルバーストーンでシーズンの最終レースにも勝利。197ポイントでドライバーズチャンピオンの7年目を終えた。

#### パワーマックスレーシング（2017）
5シーズン欠席した後、チルトンは2017年にBTCCに戻り、マニファクチャラーでサポートされているPower Maxed Racing Vauxhall Astraを運転した。彼はブランズハッチの開幕戦での第3レースでポールからスタートした後、3位フィニッシュを果たした。

#### Team Shredded Wheat Racing with Gallagher（2018）

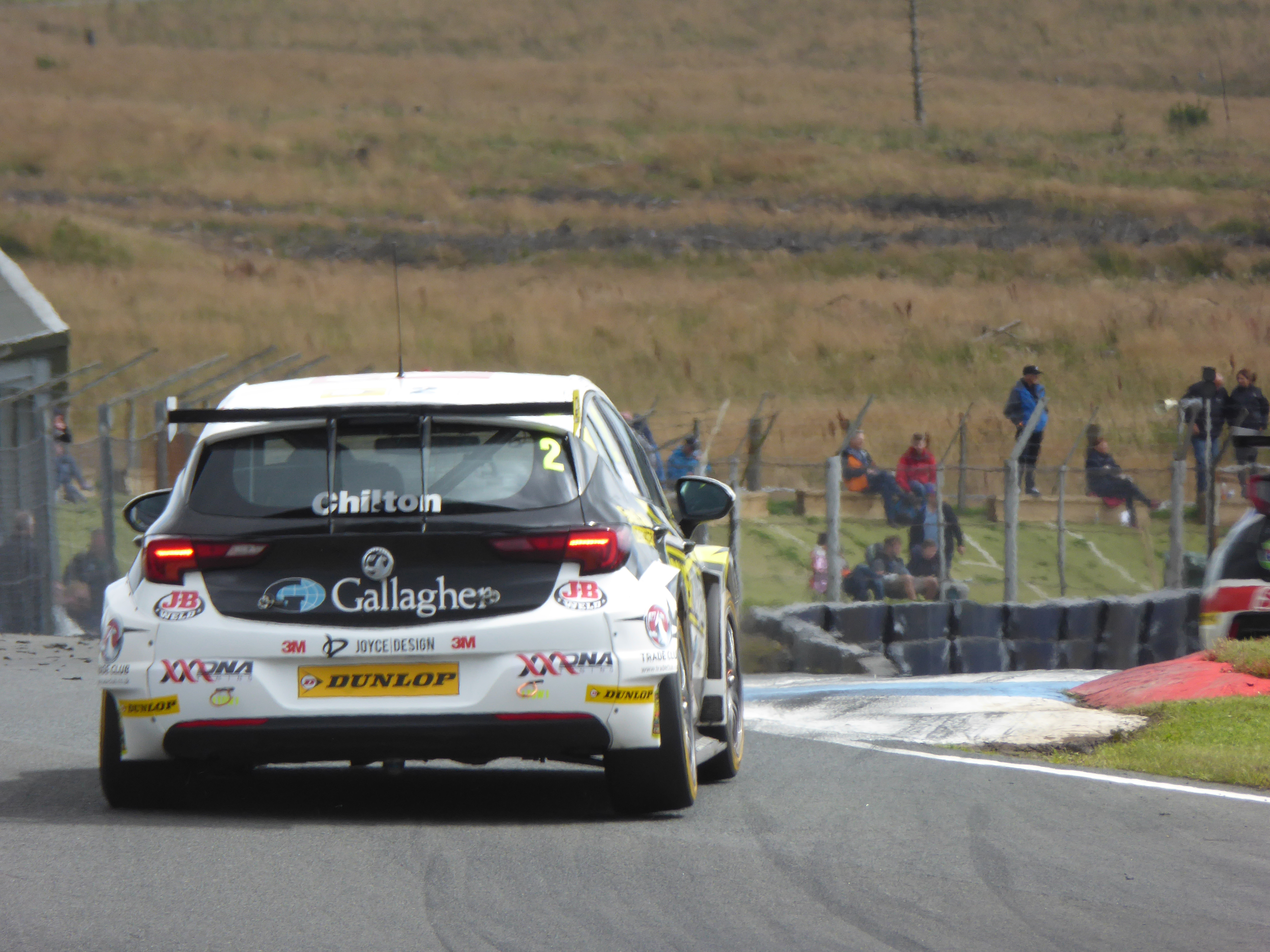
チルトン、2017年英国ツーリングカー選手権のノックヒルラウンドで。

2017年12月20日、チルトンはBTCCのキャリアに集中することを決定した。2016 Independentsのタイトルを獲得したチームにサインインし、後援によりGallagherとTeam Shredded Wheat Racingの名前でMotorbase Performanceを確保。チルトンは2011年初勝利を収めて以降、第3レースのポールからスタートしてノックヒルで優勝した。

### 世界ツーリングカー選手権

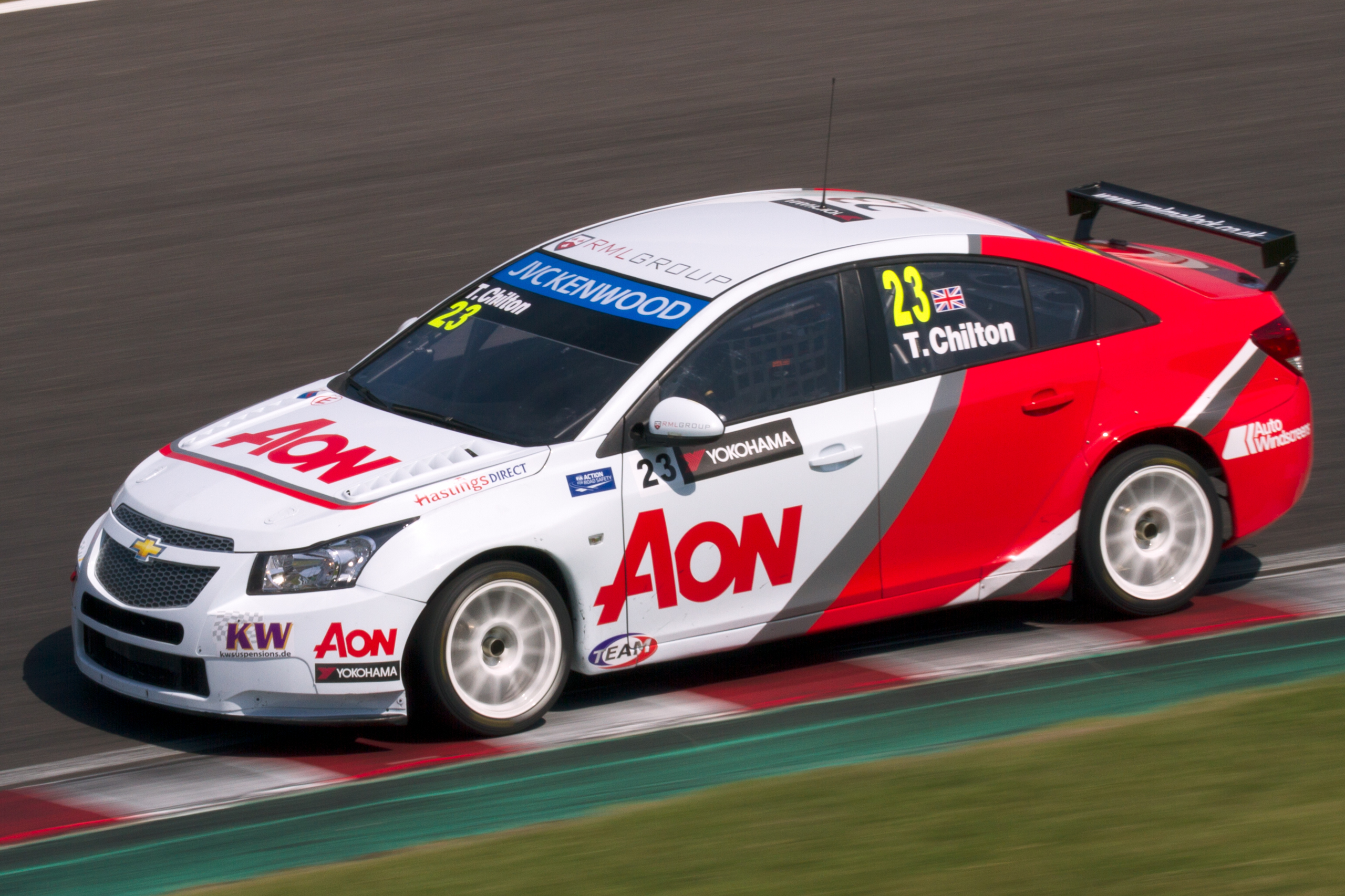
チルトンは2013年の世界ツーリングカー選手権に出場しています。

#### チームアオン（2012）

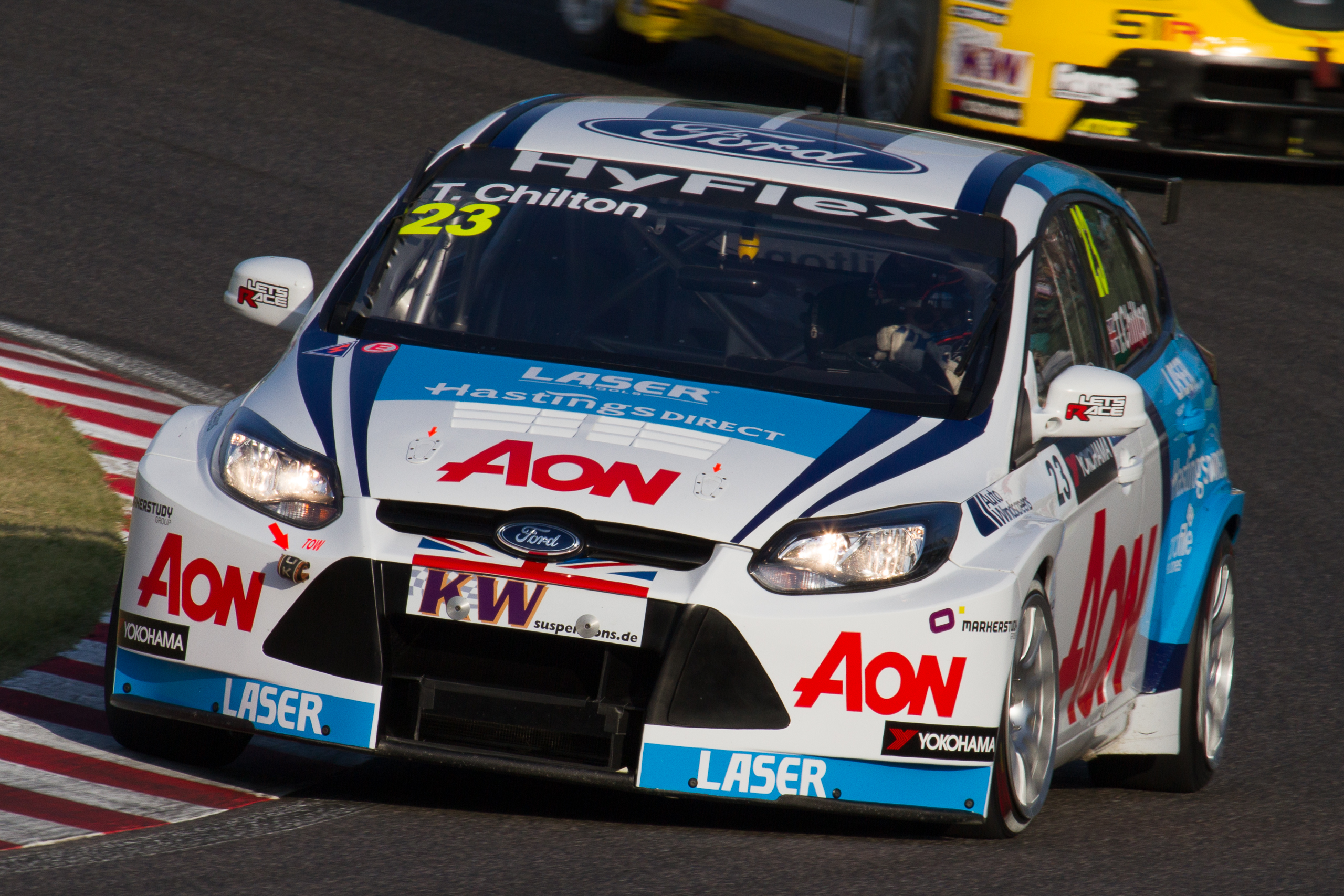
Chilton driving for Team Aon at the 2012 FIA WTCC Race of Japan.

チルトンは2012年世界ツーリングカー選手権にデビューし、WTCCの仲間であるジェーム・ズナッシュとともにフォードフォーカスS2000 TCでアリーナモータースポーツチームからドライブ。チルトンは世界選手権は初めてであったが、BTCCでのプライベートおよびワークスドライバーとしての経験により、横浜トロフィーから除外を受けた 。モロッコでのレース1では7位でWTCCでのフォードとして最初のポイントを獲得。その後スロバキアのレース2で別のポイントも獲得。次のレース・オブ・オーストリア予選中のコリジョンに対して5位のグリッド・ペナルティを与えられ、フランツ・エングストラーの内側をロックアップして接触し、エングストラーを第1レース1/4でリタイアさせる。日本レースではフォードは両車エンジン変更により、チルトンは最初のレースでグリッドの最後尾に移動。マカオでの最後のレースではチルトンはアレックス・マクドウォールの4周目のバリアでの衝突によるトラックに残ったオイルでコントロールを失い、その後のクラッシュにより彼はリタイアを余儀なくされたがチームメイトのナッシュに次ぐ2位で、ドライバーズランキングで19位になる。シーズン終了後、アリーナモータースポーツはフォードからの技術的支援を失ったため、WTCCプログラムを中断して閉鎖し、チルトンは2013年の出場ができなくなった。

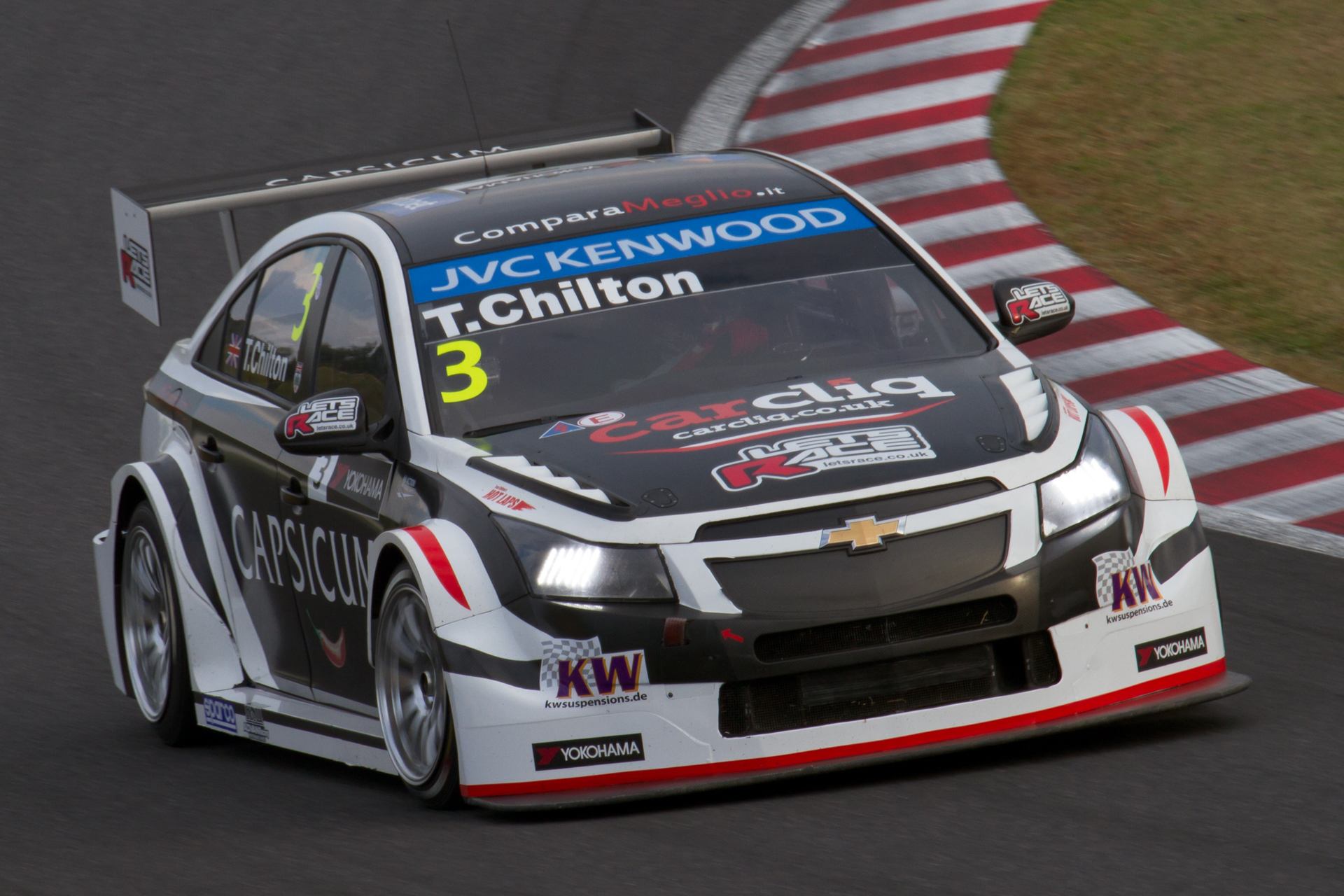
Chilton competing in the 2014 World Touring Car Championship

#### RML（2013）
チルトンは2013年シーズンにRMLに移り、元世界チャンピオンのYvan Mullerとともにシボレー・クルーズ1.6Tをドライブ。彼はシーズン開幕戦でミュラーに次いで二番目に終わったが初のWTCCでポールポジション取りチームメイトであるミュラーを破る。ポールから彼はティアゴ・モンテイロを抑えて世界ツーリングカー選手権で初勝利をみせた。シーズン最後のレースである2013年のマカオのギアレースでは排気問題で優勝争いから離脱となったがユーリコ・デ・ジーザスが彼を襲い、その後の安全下でレース2の2度目の赤旗を引き起こした事故現場で、複数のドライバーが互いにぶつかり合う事故を引き起こした。

#### ROAL Motorsport（2014–2015）
2013年12月12日には 2014年にCar nrを運転すると発表した。まったく新しいシボレークルーズのイタリアベースのチームROAL Motorsport向けで新しいTC1規制に基づいてRMLによって構築される。シーズン中彼のチームメイトは、オランダ人ドライバーのトム・コロネルで チルトンは 北京での最初のレースでポール、ファステストラップ、勝利を勝ち取り、2014年のレース終盤までのレースで優勝した唯一のシトロエン以外のドライバーになる。日本では2位に終わり、チルトンは8位でシーズンを終えた。彼は2015年も ROALでモータースポーツを続けた。
初勝利に続いて、CarCliqとの新しい相互パートナーシップに署名したことが発表された。会社はこれに続いてトムの弟であるマックス・チルトンと同様の契約を結んだ。

#### セバスチャンローブレーシング（2016-2017）
2016年、チルトンはセバスチャンローブレーシングのシトロエンで、モロッコ人ドライバーのメフディ・ベナニとレースに出場。チルトンはアルゼンチンで勝利。彼はそのシーズンに6回表彰台を獲得した。インディペンデントではレース1でガブリエレ・タルキーニと接触した後、DNFの優位性により上海でインディペンデントのタイトルを獲得したベナニに敗れたが、順位では2位に入賞した。
チルトンは2017年 WTCCシーズンでセバスチャン・ローブ・レーシングのドライバーとして継続参戦。彼はそのシーズンにモンツァ、もてぎ、ロサイルで3勝を挙げた。ロサイルで優勝すると、シーズン最終レースでインディペンデントのタイトル獲得に名乗りを上げたが総合順位でチルトンは2人のチャンピオン候補であるNorbert Micheliszとそのシーズンのチャンピオン、ThedBjörkのに次いで3位になる。これは ワールドツーリングカーカップに変更される前の「ワールドチャンピオンシップ」という名前の最後のレースであった。

## テレビ出演
彼はトップギアの 5つのシリーズに登場している。シリーズ5、エピソード5では、彼はピープルキャリアレースのドライバーの一人であった。その後はシリーズ6の最初のエピソードでトヨタ・アイゴでのサッカーの試合のドライバーの一人として再び登場した。最近ではリチャード・ハモンドだけでなく他のツーリングカードライバーらとシボレーキャンピングカーでレースをするシリーズ10エピソード6に登場。シリーズ12のエピソード5では彼はレイランドオリンピアンと競い（そして転がり）、BMW M3を運転しながらジェレミー・クラークソンらと対戦した。2009年12月6日、彼はトップギアで、空港車両で他のツーリングカードライバーと競い合うというさらなるエピソードに登場し、シリーズ20、エピソード2ではリチャード・ハモンドとタクシーで競いあった。
2009年、彼はアンソニー・リードと共にシンガーソングライターのアンディ・ギャラガーのミュージックビデオに出演。
チルトンは Paddy McGuinnessが主催するITVショーTake Me Outの最初のシリーズのエピソード4にシングルマンとして登場した。

## レース記録

### 世界ツーリングカー選手権
| 年   | チーム                           | 使用車両                      | 1        | 2        | 3         | 4         | 5         | 6         | 7         | 8         | 9        | 10        | 11       | 12        | 13        | 14       | 15       | 16        | 17        | 18       | 19        | 20        | 21        | 22        | 23        | 24        | 順位 | ポイント |
| ---- | -------------------------------- | ----------------------------- | -------- | -------- | --------- | --------- | --------- | --------- | --------- | --------- | -------- | --------- | -------- | --------- | --------- | -------- | -------- | --------- | --------- | -------- | --------- | --------- | --------- | --------- | --------- | --------- | ---- | -------- |
| 2012 | Team Aon                         | フォード・フォーカス S2000 TC | ITA 1 13 | ITA 2 16 | ESP 1 19  | ESP 2 15  | MAR 1 7   | MAR 2 16† | SVK 1 Ret | SVK 2 10  | HUN 1 15 | HUN 2 14  | AUT 1 16 | AUT 2 11  | POR 1 16  | POR 2 15 | BRA 1 16 | BRA 2 16† | USA 1 12  | USA 2 15 | JPN 1 15  | JPN 2 18  | CHN 1 11  | CHN 2 19  | MAC 1 13  | MAC 2 Ret | 22位 | 7        |
| 2013 | RML                              | シボレー・クルーズ 1.6T       | ITA 1 2  | ITA 2 5  | MAR 1 Ret | MAR 2 3   | SVK 1 Ret | SVK 2 7   | HUN 1 7   | HUN 2 7   | AUT 1 7  | AUT 2 NC  | RUS 1 9  | RUS 2 6   | POR 1 2   | POR 2 9  | ARG 1 3  | ARG 2 12  | USA 1     | USA 2 11 | JPN 1 4   | JPN 2 6   | CHN 1     | CHN 2 10  | MAC 1 Ret | MAC 2 Ret | 5位  | 213      |
| 2014 | ROAL モータースポーツ            | シボレー RML・クルーズ TC1    | MAR 1 4  | MAR 2 4  | FRA 1 9   | FRA 2 15  | HUN 1 14  | HUN 2 7   | SVK 1 5   | SVK 2 C   | AUT 1 6  | AUT 2 Ret | RUS 1 5  | RUS 2 6   | BEL 1 10  | BEL 2 10 | ARG 1 6  | ARG 2 Ret | BEI 1     | BEI 2 8  | CHN 1 Ret | CHN 2 7   | JPN 1 2   | JPN 2 10  | MAC 1 12  | MAC 2 7   | 8位  | 150      |
| 2015 | ROAL モータースポーツ            | シボレー RML・クルーズ TC1    | ARG 1 8  | ARG 2 8  | MAR 1 14  | MAR 2 4   | HUN 1 7   | HUN 2 3   | GER 1 9   | GER 2 DNS | RUS 1 6  | RUS 2 9   | SVK 1 7  | SVK 2 Ret | FRA 1 5   | FRA 2 8  | POR 1 14 | POR 2 13  | JPN 1 Ret | JPN 2 6  | CHN 1 Ret | CHN 2 DNS | THA 1 Ret | THA 2 4   | QAT 1 13  | QAT 2 13  | 11位 | 96       |
| 2016 | セバスチャン・ローブ・レーシング | シトロエン・C-エリゼ WTCC     | FRA 1 11 | FRA 2 9  | SVK 1 9   | SVK 2 7   | HUN 1 2   | HUN 2 5   | MAR 1 5   | MAR 2 DSQ | GER 1 2  | GER 2 3   | RUS 1 14 | RUS 2 16  | POR 1 2   | POR 2 10 | ARG 1    | ARG 2 9   | JPN 1 8   | JPN 2 6  | CHN 1 Ret | CHN 2 9   | QAT 1 2   | QAT 2 Ret |           |           | 8位  | 163      |
| 2017 | セバスチャン・ローブ・レーシング | シトロエン・C-エリゼ WTCC     | MAR 1 7  | MAR 2 5  | ITA 1     | ITA 2 Ret | HUN 1 2   | HUN 2 3   | GER 1 4   | GER 2 5   | POR 1 4  | POR 2 6   | ARG 1 4  | ARG 2 7   | CHN 1 Ret | CHN 2 3‡ | JPN 1    | JPN 2 10  | MAC 1 8   | MAC 2 3  | QAT 1     | QAT 2 5   |           |           |           |           | 3位  | 248.5    |

†レースは終了しませんでしたが、レース距離の90％以上を完了したと分類されました。‡レース距離の75％未満が完了したために与えられたハーフポイント。

### ル・マン24時間レース
| 年     | チーム                                       | コ・ドライバー                  | 車両            | クラス | 周回 | 総合順位 | クラス順位 |
| ------ | -------------------------------------------- | ------------------------------- | --------------- | ------ | ---- | -------- | ---------- |
| 2007年 | アリーナ インターナショナル モータースポーツ | ステファン・ヨハンソン 下田隼成 | ザイテック・07S | LMP1   | -    | DNQ      | DNQ        |